# Bor (Zweden)
Bor is een plaats in de gemeente Värnamo in het landschap Småland en de provincie Jönköpings län in Zweden. De plaats heeft 1333 inwoners (2005) en een oppervlakte van 157 hectare.

## Verkeer en vervoer
Bij de plaats loopt de Riksväg 27.
De plaats heeft een station op de spoorlijnen Göteborg - Kalmar / Karlskrona en Bor - Ohs.